# Masoja Shucjá
Masoja Shucjá är en ort i Mexiko.   Den ligger i kommunen Tila och delstaten Chiapas, i den sydöstra delen av landet, 700 km öster om huvudstaden Mexico City. Masoja Shucjá ligger 103 meter över havet och antalet invånare är 367.
Terrängen runt Masoja Shucjá är varierad. Runt Masoja Shucjá är det ganska tätbefolkat, med 111 invånare per kvadratkilometer. Närmaste större samhälle är El Limar, 8,1 km öster om Masoja Shucjá. I omgivningarna runt Masoja Shucjá växer i huvudsak städsegrön lövskog.